# صوفيا بيريوكوفا
صوفيا سيرجيفنا بيريوكوفا (الروسية: Софья Серге́евна Бирюкова ؛ مواليد 19 يوليو 1994) لاعبة متزلجة على الجليد روسية هي بطلة الجامعات الشتوية لعام 2013 وبطلة كأس فنلندا لعام 2011.